# Globe (álbum)
Globe es el primer álbum de estudio de la banda japonesa del mismo nombre. Fue lanzado al mercado originalmente el 31 de marzo de 1996 bajo el sello avex globe.

## Información
El explosivo éxito que tuvo el primer álbum de globe comenzó ya desde el lanzamiento del primer sencillo "Feel Like dance", el cual fue n.º 2 en Oricon y consiguió el extraordinario de ser uno de los primeros sencillos de una banda japonesa con mejores ventas en la historia (con casi 1 millón de copias de CD de 8 cm). Ya con el segundo sencillo de la banda, "Joy to the love (globe)" la banda consiguió su primer n.º 1, algo bastante precoz. Pero tras el explosivo éxito de "DEPARTURES", su cuarto sencillo, el cual vendió más de 2 millones de copias, el éxito de este álbum se hizo algo desapercibido.
Este álbum es el mejor vendido de globe en toda su carrera, y también contiene varios de sus más grandes éxitos. Vendió más de 4 millones de copias, algo espectacular para el primer álbum de una banda que comenzó a hacerse conocida masivamente con su primer sencillo.

## Canciones
1. GIVE YOU
2. Feel Like dance
3. GONNA BE ALRIGHT
4. DEPARTURES
5. Regret of the Day
6. SWEET PAIN
7. Always Together
8. Precious Memories
9. FREEDOM
10. MUSIC TAKES ME HIGHER
11. LIGHTS OUT

- Datos: Q3266398